# Phrase (musique)
Pour les articles homonymes, voir Phrase (homonymie).
Ne doit pas être confondu avec Phrasé.

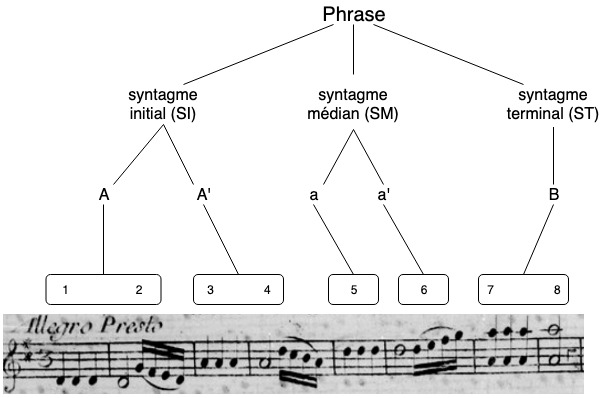
Détail d'une structure d'une phrase musicale classique.
Le niveau le plus haut est la phrase dans sa globalité.
Viennent ensuite ses trois parties : SI ; SM et ST.
Puis ses sous-parties caractérisées par des lettres : A, A' ; a, a' et B. Et enfin les numéros des mesures correspondantes.
La phrase qui sert d'exemple est tirée de la partie de violon 1 du début de la Symphonie no 2 de Joseph Bologne de Saint-George (lien sur IMSLP.org)

En musique, une phrase est une partie d'une ligne mélodique ou d'une idée musicale naturellement délimitée, significative du point de vue de la déclamation, de l'articulation et de la respiration. Pratiquement toutes les phrases sont composées de quatre, et plus fréquemment, de huit mesures. Par analogie entre solfège et linguistique, on peut dire que la plus courte des phrases musicales peut être comparée à une proposition alors que la plus élaborée sera une véritable phrase.